# Wierookroute - Woestijnsteden in de Negev
De Wierookroute - Woestijnsteden in de Negev is een route in de Negev, het zuiden van Israël. De site is in juni 2005 op de Werelderfgoedlijst van UNESCO geplaatst.
Vier Nabatese steden in de Negev woestijn liggen verspreid langs de route en op het westerse uiteinde van de Wierook- en Specerijenroute. Deze steden zijn Avdat, Halutza, Mamshit en Shivta, samen met bijbehorende forten en agrarische landschappen. Als groep laten deze woestijnsteden de enorm winstgevende handel in olibanum en mirre zien die plaatsvond van Zuid-Arabië naar de Middellandse Zee. Op hun hoogtepunt, van de 3e eeuw v.Chr. tot de 2e eeuw, hadden zij stedelijke gebouwen, geavanceerde irrigatiesystemen, forten en karavanserai. De resten van deze werken zijn nog steeds zichtbaar en getuigen van de manier waarop de woestijn gebruikt werd voor handel en landbouw.

## Bron
- UNESCO: Incense Route – Desert Cities in the Negev

Bijbelse nederzettingen Beër Sjeva, Hazor en  Megiddo · Heilige plaatsen van het bahá'í-geloof in Haifa en West-Galilea · Massada · Oude stad Acre (Akko) · Oude ommuurde centrum van Jeruzalem en zijn buitenwijken · Wierookroute - Woestijnsteden in de Negev · Witte stad van Tel Aviv · Grotten van Maresha en Bet Guvrin in het Judese laagland as een microkosmos van het Land van de Grotten · Necropolis van Beth She’arim, een monument van Joodse heropleving